# 캐스린 베르나르도
캐스린 베르나르도(영어: Kathryn Bernardo, 1996년 3월 26일 ~ )는 필리핀의 배우이다.

## 출연 작품
- 캔트 헬프 폴링 인 러브 (2017)
- 바르셀로나 사랑을 꾸미다 (2016)
- 크레이지 뷰티풀 유 (2015)
- 쉬즈 데이팅 더 갱스터 (2014)
- 패그패그 (2014)
- 머스트 비... 러브 (2013)
- 프린세스 앤드 아이 (2012)